# Johann Bruns (Politiker)
Johann „Joke“ Bruns (* 25. April 1932 in Emden; † 8. Juni 2018 ebenda) war ein deutscher Politiker (SPD).
Nach dem Besuch der Volksschule begann Bruns eine Lehre als Vermessungstechniker. Zwischen 1952 und 1954 war er Schüler des Braunschweig-Kollegs und legte sein Abitur ab. Bruns trat in die SPD ein und wurde anschließend Jugendsekretär des Deutschen Gewerkschaftsbundes für das Emsland und Ostfriesland. Im Jahr 1958 übernahm er eine Tätigkeit als Dozent an der Deutsch-Niederländischen Heimvolkshochschule Aurich. Von 1967 bis 1974 war er Leiter der Heimvolkshochschule im Europa-Haus in Aurich.
Bruns war Vorsitzender der niedersächsischen SPD von 1984 bis 1994 sowie Mitglied des Rundfunkrats des NDR. Er war ferner Mitglied des Niedersächsischen Landtages der 7. bis 12. Wahlperiode vom 21. Juni 1970 bis 20. Juni 1994. Hier wurde er stellvertretender Vorsitzender der SPD-Landtagsfraktion vom 17. September 1973 bis 20. Juni 1990 und bis 20. Juni 1994 Vorsitzender der SPD-Landtagsfraktion.
Bruns starb in der Nacht auf den 8. Juni 2018 an den Folgen einer Krebserkrankung.